# Histoire de Gotton Connixloo
Histoire de Gotton Connixloo est un roman de Camille Mayran, paru dans la Revue des deux Mondes au mois d'août 1917, puis publié en librairie par Plon-Nourrit et Cie en février 1918. Le 6 juin suivant, le roman est récompensé par l'Académie française, qui lui décerne son premier grand prix du roman nouvelle formule.

## Présentation
La parution d'Histoire de Gotton Connixloo dans la Revue des deux Mondes des 1er et 15 août 1917 avait été précédée le 15 juillet par celle d'un autre récit de Camille Mayran intitulé L'Oubliée. Ils étaient tous deux sur-titrés Récits de l'invasion. La librairie Plon-Nourrit les réédite alors en inversant leur ordre et en omettant leur sur-titre, le tout formant un volume de 283 pages au format in-16°. L'ouvrage est dédié au romancier et académicien français Paul Bourget, qui avait encouragé les débuts littéraires de l'auteur. 
Il s'agit à la fois de la première publication de Camille Mayran, alors âgée de vingt-huit ans, et de la deuxième œuvre féminine distinguée en 1918 par l'Académie française, qui avait attribué une semaine auparavant son Grand prix de littérature pour l'ensemble de son œuvre à Marie de Heredia, écrivant sous le pseudonyme de Gérard d'Houville. Le Grand prix du roman est doté cette année-là d'un montant de 5 000 francs.

## Résumé
L'Histoire de Gotton Connixloo se déroule en Flandre pendant la Première Guerre mondiale. Fille unique du brutal sacristain Connixloo, Gotton est une jeune Flamande rustique et primitive, aux sentiments violents. Elle s'éprend d'un forgeron boiteux, qui abandonne pour elle femme et enfants. La femme du forgeron est tuée lors de l'invasion allemande. Gotton se dévoue et recueille les enfants. Un jour, un soldat allemand est abattu dans une rixe. Gotton est innocente, mais elle se dénonce et se laisse fusiller pour expier sa faute.

## Réception
Le roman est dans l'ensemble accueilli favorablement par la critique, en particulier dans les milieux catholiques auxquels appartenait l'auteur. L'un de ses partisans les plus enthousiastes a été Maurice Barrès qui déclara : « Cette jeune fille nous apporte le sentiment d'une prodigieuse renaissance des lettres françaises. » 
Du fait que Camille Mayran n'était autre que la petite-nièce de l'académicien Hippolyte Taine, la sélection de son roman par l'Académie française n'est pas « sans provoquer quelques grognements dans la grande presse et dans les petites revues ». Certains critiques expriment aussi des doutes quant à l'exemplarité morale du roman, qualité que l'Académie est censée défendre. L'un d'eux écrit ainsi : « Le récit est émouvant, bien conduit, débordant de vie. Mais ces scènes d'amour tout animal, le rôle d'un vieux curé, l'intervention d'un dévot brutal ne permettent pas à tous d'en goûter l'intérêt sans malaise. » Un autre chroniqueur juge qu'il s'agit d'« histoire d'amour et de sang, dont le grand ancêtre eût sans doute félicité sa petite-nièce pour le talent vigoureux qui s'y révèle, mais qu'on n'imagine pas, sans un peu de gêne, écrite par une jeune fille, ou lue par d'autres. »
Tous les chroniqueurs s'accordent cependant pour dire qu'il s'agit d'un récit émouvant, écrit dans un style irréprochable. « Le sujet, en lui-même n'a rien d'étourdissant », écrit Fernand Vandérem dans la Revue de Paris. « Au premier abord, ainsi que vous voyez, c'est une idylle et voilà tout, que Maupassant eût incluse dans dix pages bien tassées. Mais à la lecture, c'est autre chose. Le style surtout sort de l'ordinaire. Il est d'une simplicité, d'une limpidité, je dirai même d'une diaphanéité étranges. Aucune surcharge de coloris et pourtant nulle grisaille. Le minimum de mots abstraits. Un dessin ferme et sans bavures. Et quel sens de la nature, des paysages! » En 1925, un autre critique qualifie le talent de Camille Mayran de « volontaire, et à peine féminin, comme sa sensibilité ». Elle n'a, dit-il, « pas de charme, mais elle a de la force, de la certitude. »
La plupart des critiques s'accordent aussi sur le fait que ce début littéraire annonce « un très beau talent d'écrivain ». Pour Vandérem, « ce début méritait plus qu'un encouragement. Il contient des traces de maîtrise. Il promet une vraie romancière. Autant de gages que si l'avance consentie par l'Académie à Gotton a pu sembler un peu forte, madame Camille Mayran ne tardera pas à s'en libérer. »

## Postérité
L'ouvrage édité par Plon-Nourrit connait au moins dix réimpressions entre 1918 et 1925, ce qui atteste son succès auprès des lecteurs. 
En 1920, le roman est traduit en anglais par le critique littéraire américain Van Wyck Brooks et publié aux États-Unis par E. P. Dutton sous le titre The Story of Gotton Connixloo. Followed by Forgotten. Le livre est salué par le critique du New York Times en des termes très semblables à ceux employés par ses confrères français, soulignant le côté poignant du récit et vantant les mérites de son style. Cette traduction figure dans une liste des meilleurs romans publiés aux États-Unis en 1920.
En France, une troisième édition d'Histoire de Gotton Gonnixloo, illustrée de lithographies, est publiée par la librairie Auguste Blaizot en 1930. Là encore, le roman est qualifié de « magnifique et poignant récit » par un chroniqueur. Après cette date, il n'est plus réédité.

## Éditions et traductions
- Récits de l'invasion. II. Histoire de Gotton Connixloo dans la Revue des deux Mondes des 1er et 15 août 1917 Texte en ligne 1 2 [précédée de Récits de l'invasion. I. L'Oubliée dans la Revue des deux Mondes du 15 juillet 1917 Texte en ligne
- Histoire de Gotton Connixloo, suivie de l'Oubliée, Paris : Plon-Nourrit et Cie, 1918, in-16, 283 p. (BNF 36566851)
- Traduction en anglais : The Story of Gotton Connixloo. Followed by Forgotten, traduit par Van Wyck Brooks, New York: E. P. Dutton & Company, 160 p., 1920 Texte en ligne
- Histoire de Gotton Gonnixloo, lithographies originales de Jeanne Thil, Paris : imprimerie Maurice Darantière (typographie) ; lithographie Edmond Desjobert (illustrations) ; les Cent femmes amies les livres ; libraire-dépositaire, Auguste Blaizot, in-4, 186 p., 1930 (BNF 32435619)